# Skorpions Varese 1995
Questa voce raccoglie le informazioni riguardanti gli Skorpions Varese nelle competizioni ufficiali della stagione 1995.

## Regular season

### Andata
| 1995, ore week 1 | Old Blacks Torino | 32 – 47 | Skorpions Varese |  |

| 1995, ore week 2 | Skorpions Varese | 51 – 6 | Rhinos Milano |  |

| 1995, ore week 3 | Skorpions Varese | 54 – 6 | Corsari Albenga |  |

| 1995, ore week 4 | Kings Gallarate | 26 – 6 | Skorpions Varese |  |

### Ritorno
| 1995, ore week 5 | Skorpions Varese | 50 – 45 | Old Blacks Torino |  |

| 1995, ore week 6 | Rhinos Milano | 6 – 42 | Skorpions Varese |  |

| 1995, ore week 7 | Corsari Albenga | 6 – 43 | Skorpions Varese |  |

| 1995, ore week 8 | Skorpions Varese | 24 – 14 | Kings Gallarate |  |

## Playoff
| Vedano Olona 1995, ore week 8 | Skorpions Varese | 26 – 34 | Green Waves Corbetta |  |

## Statistiche di squadra
| Competizione | %Vittorie | In casa | In casa | In casa | In casa | In casa | In casa | In trasferta | In trasferta | In trasferta | In trasferta | In trasferta | In trasferta | Totale | Totale | Totale | Totale | Totale | Totale |
| Competizione | %Vittorie | G       | V       | N       | P       | Pf      | Ps      | G            | V            | N            | P            | Pf           | Ps           | G      | V      | N      | P      | Pf     | Ps     |
| ------------ | --------- | ------- | ------- | ------- | ------- | ------- | ------- | ------------ | ------------ | ------------ | ------------ | ------------ | ------------ | ------ | ------ | ------ | ------ | ------ | ------ |
| Campionato   | .875      | 4       | 4       | 0       | 0       | 179     | 71      | 4            | 3            | 0            | 1            | 138          | 70           | 8      | 7      | 0      | 1      | 317    | 141    |
| Playoff      | .000      | 1       | 0       | 0       | 1       | 26      | 34      | -            | -            | -            | -            | -            | -            | 1      | 0      | 0      | 1      | 26     | 34     |
| Totale       | .778      | 5       | 4       | 0       | 1       | 213     | 105     | 4            | 3            | 0            | 1            | 138          | 70           | 9      | 8      | 0      | 1      | 343    | 175    |